# Campeonato 2010 de fútbol gaélico
El All-Ireland Football Championship (Campeonato Irlandés de Fútbol) es la máxima competición del Fútbol gaélico en Irlanda. 
La competición es la más popular de cuantas competiciones deportivas se desarrollan en la isla, y viene siendo organizada desde 1887 por la GAA (Asociación Atlética Gaélica), que es la sociedad encargada de fomentar los deportes tradicionales de Irlanda. El All-Ireland Football Championship es un torneo que se disputa en formato de eliminatorias, no de liga, y es el torneo más prestigioso tanto por su antigüedad como por desarrollarse durante los meses de verano. 

## Formato de la Competición
Los equipos que participan en el torneo son representativos de los 32 condados tradicionales de Irlanda e Irlanda del Norte, a los que se suma un equipo representativo de la diáspora en Londres. La primera fase de la competición coincide con la disputa de los Campeonatos Provinciales en Ulster, Munster, Leinster y Connacht, las 4 provincias históricas de Irlanda. La segunda fase es una fase de clasificación para aquellos equipos que realizan una pobre actuación en los Campeonatos Provinciales. La última fase son las All-Ireland Series. 
En 2010, previamente a las All-Ireland Series, que son los cuartos de final de la competición, se llevaron a cabo los 4 Campeonatos Provinciales (en mayo, junio y julio), cuyos campeones se clasificaron directamente para esa fase de cuartos de final. Mientras se llevaron a cabo las últimas rondas de los campeonatos provinciales, los equipos ya eliminados comenzaron las Series Clasificatorias durante junio y julio, que otorgaron finalmente las restantes 4 plazas de cuartos de final. Los 4 Campeonatos Provinciales se desarrollaron así:

## Campeonato Provincial de Munster
| Cuartos de final | Cuartos de final |  |  | Semifinales | Semifinales |  |          | Final | Final |
|                  |                  |  |  |             |             |  |          |       |       |
|                  |                  |  |  | Limerick    | 1-17        |  |          |       |       |
| Waterdord        | 1-10             |  |  | Waterford   | 1-9         |  |          |       |       |
| Clare            | 0-9              |  |  |             |             |  | Limerick | 1-14  |       |
|                  |                  |  |  |             |             |  | Kerry    | 1-17  |       |
|                  |                  |  |  | Cork        | 1-14        |  |          |       |       |
| Tipperary        | 2-6              |  |  | Kerry       | 1-15        |  |          |       |       |
| Kerry            | 2-18             |  |  |             |             |  |          |       |       |

- Kerry campeón de Munster. Clasificado directamente para las All-Ireland Series.
- Limerick, subcampeón de Munster. Clasificado para la 4ª Ronda de Clasificación.
- Waterford y Cork, semifinalistas en Munster. Clasificados para la 2.ª ronda de Clasificación.

## Campeonato Provincial de Leinster
|  | Octavos de final | Octavos de final |         |      | Cuartos de final | Cuartos de final |  |  | Semifinales | Semifinales |  |  | Final | Final |
|  |                  |                  |         |      |                  |                  |  |  |             |             |  |  |       |       |
|  |                  |                  |         |      |                  |                  |  |  |             |             |  |  |       |       |
|  |                  |                  |         |      |                  |                  |  |  |             |             |  |  |       |       |
|  |                  |                  |         |      |                  |                  |  |  |             |             |  |  |       |       |
|  | Louth            | 1-11             |         |      |                  |                  |  |  |             |             |  |  |       |       |
|  | Louth            | 1-11             |         |      |                  |                  |  |  |             |             |  |  |       |       |
|  | Longford         | 1-7              |         |      |                  |                  |  |  |             |             |  |  |       |       |
|  | Longford         | 1-7              | Louth   | 1-22 |                  |                  |  |  |             |             |  |  |       |       |
|  |                  |                  |         | 1-22 |                  |                  |  |  |             |             |  |  |       |       |
|  |                  | Kildare          | 1-16    |      |                  |                  |  |  |             |             |  |  |       |       |
|  | -                | Kildare          | 1-16    | -    |                  |                  |  |  |             |             |  |  |       |       |
|  | -                |                  |         | -    |                  |                  |  |  |             |             |  |  |       |       |
|  | -                | -                |         |      |                  |                  |  |  |             |             |  |  |       |       |
|  | -                | -                | Louth   | 1-15 |                  |                  |  |  |             |             |  |  |       |       |
|  |                  |                  |         | 1-15 |                  |                  |  |  |             |             |  |  |       |       |
|  |                  | Westmeath        | 2-10    |      |                  |                  |  |  |             |             |  |  |       |       |
|  | Wicklow          | Westmeath        | 2-10    | 3-13 |                  |                  |  |  |             |             |  |  |       |       |
|  | Wicklow          |                  |         | 3-13 |                  |                  |  |  |             |             |  |  |       |       |
|  | Carlow           | 0-12             |         |      |                  |                  |  |  |             |             |  |  |       |       |
|  | Carlow           | 0-12             | Wicklow | 1-11 |                  |                  |  |  |             |             |  |  |       |       |
|  |                  |                  |         | 1-11 |                  |                  |  |  |             |             |  |  |       |       |
|  |                  | Westmeath        | 0-15    |      |                  |                  |  |  |             |             |  |  |       |       |
|  | -                | Westmeath        | 0-15    | -    |                  |                  |  |  |             |             |  |  |       |       |
|  | -                |                  |         | -    |                  |                  |  |  |             |             |  |  |       |       |
|  | -                | -                |         |      |                  |                  |  |  |             |             |  |  |       |       |
|  | -                | -                | Louth   | 1-10 |                  |                  |  |  |             |             |  |  |       |       |
|  |                  |                  |         | 1-10 |                  |                  |  |  |             |             |  |  |       |       |
|  |                  | Meath            | 1-12    |      |                  |                  |  |  |             |             |  |  |       |       |
|  | Meath            | Meath            | 1-12    | 1-20 |                  |                  |  |  |             |             |  |  |       |       |
|  | Meath            |                  |         | 1-20 |                  |                  |  |  |             |             |  |  |       |       |
|  | Offaly           | 2-7              |         |      |                  |                  |  |  |             |             |  |  |       |       |
|  | Offaly           | 2-7              | Meath   | 2-14 |                  |                  |  |  |             |             |  |  |       |       |
|  |                  |                  |         | 2-14 |                  |                  |  |  |             |             |  |  |       |       |
|  |                  | Laois            | 0-10    |      |                  |                  |  |  |             |             |  |  |       |       |
|  | -                | Laois            | 0-10    | -    |                  |                  |  |  |             |             |  |  |       |       |
|  | -                |                  |         | -    |                  |                  |  |  |             |             |  |  |       |       |
|  | -                | -                |         |      |                  |                  |  |  |             |             |  |  |       |       |
|  | -                | -                | Meath   | 5-9  |                  |                  |  |  |             |             |  |  |       |       |
|  |                  |                  |         | 5-9  |                  |                  |  |  |             |             |  |  |       |       |
|  |                  | Dublin           | 0-13    |      |                  |                  |  |  |             |             |  |  |       |       |
|  | -                | Dublin           | 0-13    | -    |                  |                  |  |  |             |             |  |  |       |       |
|  | -                |                  |         | -    |                  |                  |  |  |             |             |  |  |       |       |
|  | -                | -                |         |      |                  |                  |  |  |             |             |  |  |       |       |
|  | -                | -                | Wexford | 0-15 |                  |                  |  |  |             |             |  |  |       |       |
|  |                  |                  |         | 0-15 |                  |                  |  |  |             |             |  |  |       |       |
|  |                  | Dublin           | 2-16    |      |                  |                  |  |  |             |             |  |  |       |       |
|  | -                | Dublin           | 2-16    | -    |                  |                  |  |  |             |             |  |  |       |       |
|  | -                |                  |         | -    |                  |                  |  |  |             |             |  |  |       |       |
|  | -                | -                |         |      |                  |                  |  |  |             |             |  |  |       |       |
|  | -                | -                |         |      |                  |                  |  |  |             |             |  |  |       |       |

- Meath, campeón de Leinster. Clasificado directamente para las All-Ireland Series.
- Louth, subcampeón de Leinster. Clasificado para la 4ª Ronda de Clasificación.
- Dublin y Westmeath, semifinalistas en Leinster. Clasificados para la 2.ª ronda de Clasificación.

## Campeonato Provincial de Connacht
|  | Cuartos de final | Cuartos de final |           |         | Semifinales | Semifinales |  |       | Final | Final |  |
|  |                  |                  |           |         |             |             |  |       |       |       |  |
|  |                  |                  |           |         |             |             |  |       |       |       |  |
|  | Nueva York       | 0-12             |           |         |             |             |  |       |       |       |  |
|  | Nueva York       | 0-12             |           |         |             |             |  |       |       |       |  |
|  | Galway           | 2-13             |           |         |             |             |  |       |       |       |  |
|  | Galway           | 2-13             |           | Galway  | 0-16        |             |  |       |       |       |  |
|  |                  |                  |           | Galway  | 0-16        |             |  |       |       |       |  |
|  |                  |                  | Sligo     | 1-14    |             |             |  |       |       |       |  |
|  | Sligo            | 0-15             | Sligo     | 1-14    |             |             |  |       |       |       |  |
|  | Sligo            | 0-15             |           |         |             |             |  |       |       |       |  |
|  | Mayo             | 1-8              |           |         |             |             |  |       |       |       |  |
|  | Mayo             | 1-8              |           |         |             |             |  | Sligo | 0-13  |       |  |
|  |                  |                  |           |         |             |             |  | Sligo | 0-13  |       |  |
|  |                  |                  | Roscommon | 0-14    |             |             |  |       |       |       |  |
|  | -                | -                | Roscommon | 0-14    |             |             |  |       |       |       |  |
|  | -                | -                |           |         |             |             |  |       |       |       |  |
|  | -                | -                |           |         |             |             |  |       |       |       |  |
|  | -                | -                |           | Leitrim | 0-11        |             |  |       |       |       |  |
|  |                  |                  |           | Leitrim | 0-11        |             |  |       |       |       |  |
|  |                  |                  | Roscommon | 1-13    |             |             |  |       |       |       |  |
|  | Londres          | 0-6              | Roscommon | 1-13    |             |             |  |       |       |       |  |
|  | Londres          | 0-6              |           |         |             |             |  |       |       |       |  |
|  | Roscommon        | 0-14             |           |         |             |             |  |       |       |       |  |
|  | Roscommon        | 0-14             |           |         |             |             |  |       |       |       |  |
|  |                  |                  |           |         |             |             |  |       |       |       |  |

- Roscommon, campeón de Connacht. Clasificado directamente para las All-Ireland Series.
- Sligo, subcampeón de Connacht. Clasificado para la 4ª Ronda de Clasificación.
- Galway y Leitrim, semifinalistas en Connacht. Clasificados para la 2.ª ronda de Clasificación.

## Campeonato Provincial de Ulster
- Ronda preliminar: Derry (1-7) - Armagh (1-10)

|  | Cuartos de final | Cuartos de final |          |           | Semifinales | Semifinales |  |        | Final | Final |  |
|  |                  |                  |          |           |             |             |  |        |       |       |  |
|  |                  |                  |          |           |             |             |  |        |       |       |  |
|  | Antrim           | 2-13             |          |           |             |             |  |        |       |       |  |
|  | Antrim           | 2-13             |          |           |             |             |  |        |       |       |  |
|  | Tyrone           | 2-14             |          |           |             |             |  |        |       |       |  |
|  | Tyrone           | 2-14             |          | Tyrone    | 0-14        |             |  |        |       |       |  |
|  |                  |                  |          | Tyrone    | 0-14        |             |  |        |       |       |  |
|  |                  |                  | Down     | 0-10      |             |             |  |        |       |       |  |
|  | Donegal          | 2-10             | Down     | 0-10      |             |             |  |        |       |       |  |
|  | Donegal          | 2-10             |          |           |             |             |  |        |       |       |  |
|  | Down             | 1-15             |          |           |             |             |  |        |       |       |  |
|  | Down             | 1-15             |          |           |             |             |  | Tyrone | 1-14  |       |  |
|  |                  |                  |          |           |             |             |  | Tyrone | 1-14  |       |  |
|  |                  |                  | Monaghan | 0-7       |             |             |  |        |       |       |  |
|  | Cavan            | 0-13             | Monaghan | 0-7       |             |             |  |        |       |       |  |
|  | Cavan            | 0-13             |          |           |             |             |  |        |       |       |  |
|  | Fermanagh        | 1-13             |          |           |             |             |  |        |       |       |  |
|  | Fermanagh        | 1-13             |          | Fermanagh | 2-8         |             |  |        |       |       |  |
|  |                  |                  |          | Fermanagh | 2-8         |             |  |        |       |       |  |
|  |                  |                  | Monaghan | 0-21      |             |             |  |        |       |       |  |
|  | Monaghan         | 1-18             | Monaghan | 0-21      |             |             |  |        |       |       |  |
|  | Monaghan         | 1-18             |          |           |             |             |  |        |       |       |  |
|  | Armagh           | 0-9              |          |           |             |             |  |        |       |       |  |
|  | Armagh           | 0-9              |          |           |             |             |  |        |       |       |  |
|  |                  |                  |          |           |             |             |  |        |       |       |  |

- Tyrone, campeón de Ulster. Clasificado directamente para las All-Ireland Series.
- Monaghan, subcampeón de Ulster. Clasificado para la 4ª Ronda de Clasificación.
- Down y Fermanagh, semifinalistas en Ulster. Clasificados para la 2.ª ronda de Clasificación.

## Series Clasificatorias
Los 28 equipos que habían fracasado a la hora de ganar sus respectivos Campeonatos Provinciales tuvieron una segunda oportunidad para alcanzar las All-Ireland Series por medio de las series de clasificación. Estas series de clasificación tuvieron lugar desde el 26 de junio al 24 de julio, y fueron de la siguiente manera:
- 1ª Ronda: Los 16 equipos que no habían llegado a las semifinales provinciales jugaron una eliminatoria a partido único. Los 8 que perdieron quedaron definitivamente eliminados. Los 8 ganadores pasaron a la 2.ª ronda.
  - Carlow (2-9) - Derry (1-18)
  - Offaly (2-18) - Clare (1-18)
  - Mayo (0-14) - Longford (1-12)
  - Armagh (2-14) - Donegal (0-11)
  - Cavan (0-15) - Wicklow (2-8)
  - Wexford (4-22) - Londres (0-9)
  - Tipperary (0-13) - Laois (0-12)
  - Antrim (0-9) - Kildare (1-15)
- 2.ª ronda: Los 8 ganadores de la Ronda 1 jugaron contra los 8 perdedores de las semifinales provinciales a partido único.
  - Kildare (1-12) - Leitrim (0-6)
  - Dublin (1-21) - Tipperary (1-13)
  - Cork (1-19) - Cavan (0-4)
  - Offaly (0-15) - Waterford (0-10)
  - Galway (0-13) - Wexford (1-11)
  - Down (1-14) - Longford (1-10)
  - Westmeath (1-7) - Derry (0-13)
  - Fermanagh (0-7) - Armagh (0-11)
- 3ª Ronda: Los 8 ganadores de la Ronda 2 jugaron entre sí una eliminatoria a partido único.
  - Dublin (0-14) - Armagh (0-11)
  - Wexford (0-5) - Cork (0-12)
  - Derry (1-9) - Kildare (2-17)
  - Offaly (1-10) - Down (1-12)
- 4ª Ronda: Los 4 ganadores de la Ronda 3 jugaron contra los 4 perdedores de las finales provinciales.
  - Louth (0-13) - Dublin (2-14)
  - Limerick (1-11) - Cork (0-16)
  - Monaghan (1-11) - Kildare (1-15)
  - Sligo (0-10) - Down (3-20)

## All-Ireland Series
El 31 de julio comenzaron las All-Ireland Series con 8 equipos, los 4 campeones provinciales (Kerry, Tyrone, Roscommon y Meath) y los 4 vencedores en las series clasificatorias (Down, Dublín, Cork y Kildare). En cuartos de final se dio la circunstancia de que los 4 campeones provinciales, favoritos en sus eliminatorias respectivas, fueron derrotados y quedaron eliminados.
|  | Cuartos de final | Cuartos de final |        |         | Semifinales | Semifinales |  |      | Final         | Final         |  |
|  | 31 Jul y 1 Ago   | 31 Jul y 1 Ago   |        |         | 22 y 29 Ago | 22 y 29 Ago |  |      | 19 Septiembre | 19 Septiembre |  |
|  |                  |                  |        |         |             |             |  |      |               |               |  |
|  |                  |                  |        |         |             |             |  |      |               |               |  |
|  | Kerry            | 1-10             |        |         |             |             |  |      |               |               |  |
|  | Kerry            | 1-10             |        |         |             |             |  |      |               |               |  |
|  | Down             | 1-16             |        |         |             |             |  |      |               |               |  |
|  | Down             | 1-16             |        | Cork    | 1-15        |             |  |      |               |               |  |
|  |                  |                  |        | Cork    | 1-15        |             |  |      |               |               |  |
|  |                  |                  | Dublin | 1-14    |             |             |  |      |               |               |  |
|  | Tyrone           | 0-13             | Dublin | 1-14    |             |             |  |      |               |               |  |
|  | Tyrone           | 0-13             |        |         |             |             |  |      |               |               |  |
|  | Dublin           | 1-15             |        |         |             |             |  |      |               |               |  |
|  | Dublin           | 1-15             |        |         |             |             |  | CORK | 0-16          |               |  |
|  |                  |                  |        |         |             |             |  | CORK | 0-16          |               |  |
|  |                  |                  | Down   | 0-15    |             |             |  |      |               |               |  |
|  | Roscommon        | 0-10             | Down   | 0-15    |             |             |  |      |               |               |  |
|  | Roscommon        | 0-10             |        |         |             |             |  |      |               |               |  |
|  | Cork             | 1-16             |        |         |             |             |  |      |               |               |  |
|  | Cork             | 1-16             |        | Kildare | 1-14        |             |  |      |               |               |  |
|  |                  |                  |        | Kildare | 1-14        |             |  |      |               |               |  |
|  |                  |                  | Down   | 1-16    |             |             |  |      |               |               |  |
|  | Meath            | 1-12             | Down   | 1-16    |             |             |  |      |               |               |  |
|  | Meath            | 1-12             |        |         |             |             |  |      |               |               |  |
|  | Kildare          | 2-17             |        |         |             |             |  |      |               |               |  |
|  | Kildare          | 2-17             |        |         |             |             |  |      |               |               |  |
|  |                  |                  |        |         |             |             |  |      |               |               |  |

El 19 de septiembre se conoció al campeón de Irlanda de Fútbol Gaélico. Cork consiguió su primer título desde 1990. La final entre Cork y Down se disputó en Croke Park, Dublín, ante 81.604 espectadores.